# Izbacivači
Izbacivači, kultna kazališna predstava zagrebačkog Teatra Exit, nastala u režiji Matka Raguža. Premijerno je izvedena 25. rujna 1996. u Zagrebačkom kazalištu mladih, na sceni Istra. Nakon toga je imala više od 200 izvedbi i dobila niz nagrada. Igrali su je Sreten Mokrović, Tarik Filipović, Mario Mirković i Rene Bitorajac.
Smatra se najvećim i najoriginalnijim kazališnim hitom u Hrvatskoj druge polovice 1990-ih. "Izbacivači" su u domaći teatar uveli urbane teme noćnog života i tada popularnih disko-klubova, a nezavisni Teatar Exit potvrdili kao moderno kazalište koje istražuje urbane, provokativne teme. Energična, dinamična i satirična, predstava je precizno dočarala noćni život Zagreba svoga vremena te na nov način prikazala probleme sazrijevanja mlade rock i techno generacije.
"Izbacivači" su proslavili mlade glumce Filipovića, Bitorajca i Mirkovića, koji su na predstavi radili i u kreativnom dijelu. Ostali članovi autorskog tima bili su Srđan Sorić (suradnik za pokret), Ivan Marušić Klif (glazbeni suradnik), Damir Kruhak (svjetlo), Tanja Lacko (izbor kostima), Nino Šolić (fotografija) i Maja Jurić (organizacija i promocija).